# کلوخ‌شکن

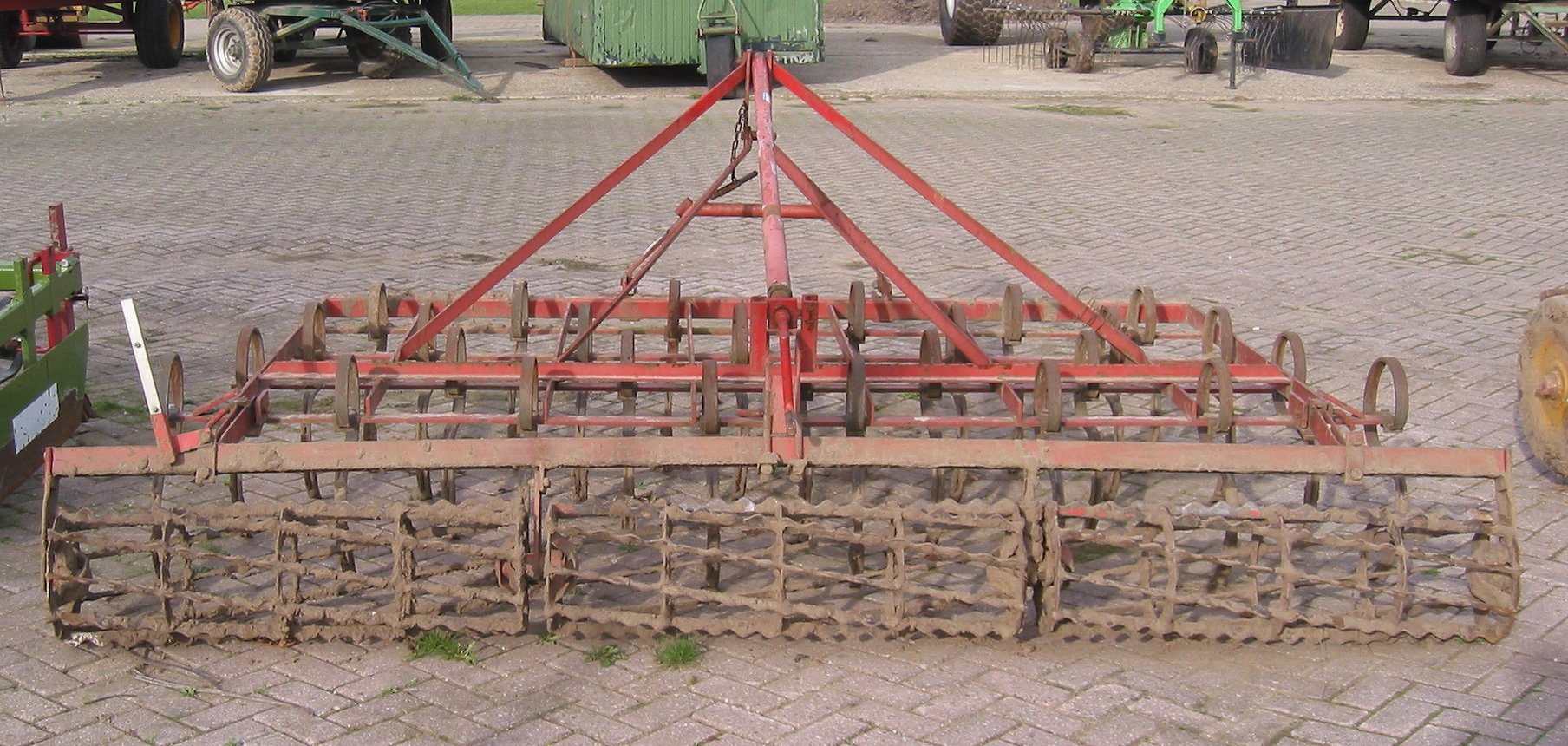
کلوخ‌شکن با دندانه‌های لزران.

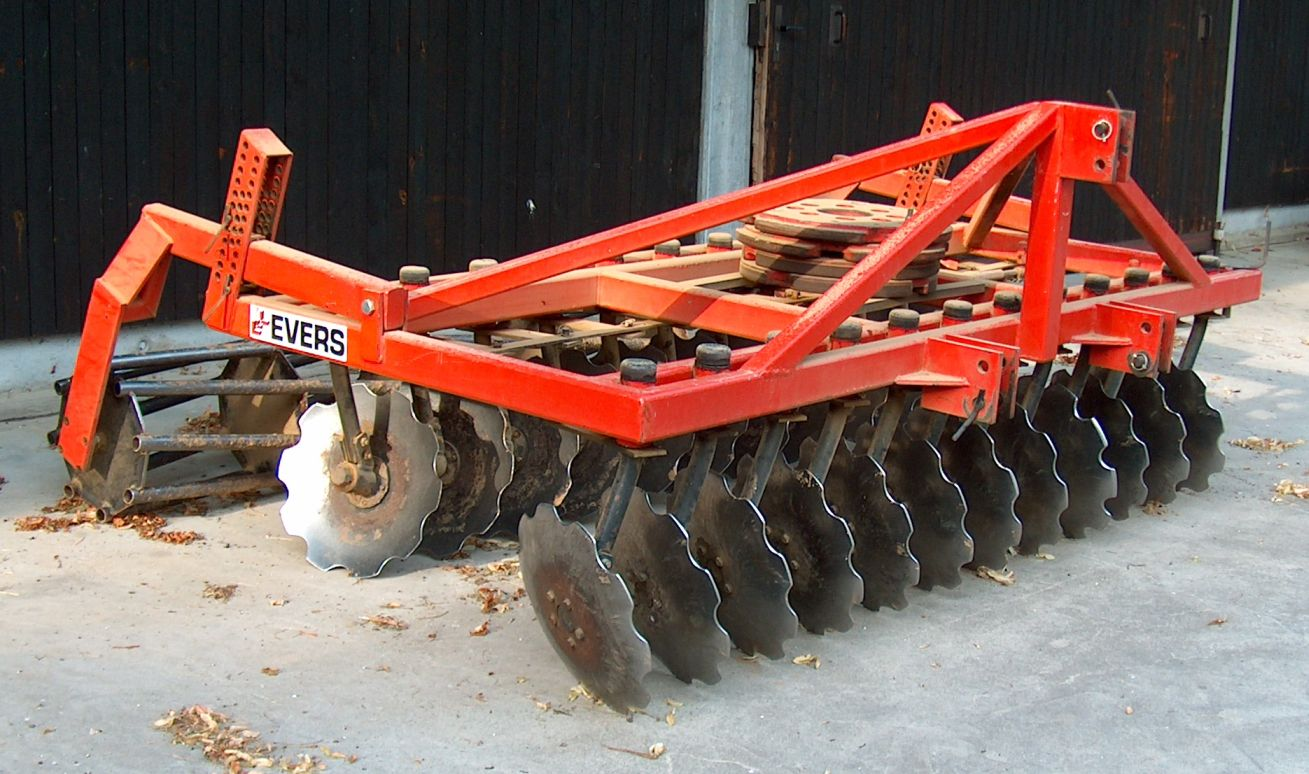
کلوخ‌شکن دوردیفه.

کلوخ‌شکن یا کلوخ‌کوب یکی از ابزاری است که در کشاورزی برای آماده‌سازی و صاف کردن سطح خاک کشتزار از آن بهره می‌گیرند.
از کلوخ‌شکن برای آماده‌سازی سطح خاک و از گاوآهن برای آماده‌سازی عمق خاک استفاده می‌شود. پس از این‌که زمینی شخم زده شد برای صاف کردن باقی‌مانده ناصافی‌ها و کلوخ‌ها، کلوخ شکن بر روی خاک کشاورزی کشیده می‌شود. با این کار خاک برای پاشیدن دانه و کاشتن گیاهان آماده می‌شود.
گاه از کلوخ‌شکنی برای کندن علف‌های هرز و پوشاندن روی دانه‌ها نیز استفاده می‌شود.